# Uchaux
Uchaux ist eine südfranzösische Gemeinde mit 1702 Einwohnern (Stand 1. Januar 2022) im Département Vaucluse in der Region Provence-Alpes-Côte d’Azur. Sie gehört zum Kanton Bollène im Arrondissement Carpentras.

## Geographie
Die angrenzenden Gemeinden sind
- Mondragon im Norden,
- Rochegude im Nordosten,
- Sérignan-du-Comtat im Osten,
- Orange im Südosten,
- Piolenc im Südwesten,
- Mornas im Westen.

## Bevölkerungsentwicklung
| 1962 | 1968 | 1975 | 1982 | 1990 | 1999 | 2005 | 2006 | 2010 | 2011 |
| ---- | ---- | ---- | ---- | ---- | ---- | ---- | ---- | ---- | ---- |
| 336  | 382  | 460  | 630  | 1322 | 1465 | 1387 | 1373 | 1386 | 1408 |

## Sehenswürdigkeiten
- Schloss von Uchaux  Le Castellas
- Schloss Saint-Estève

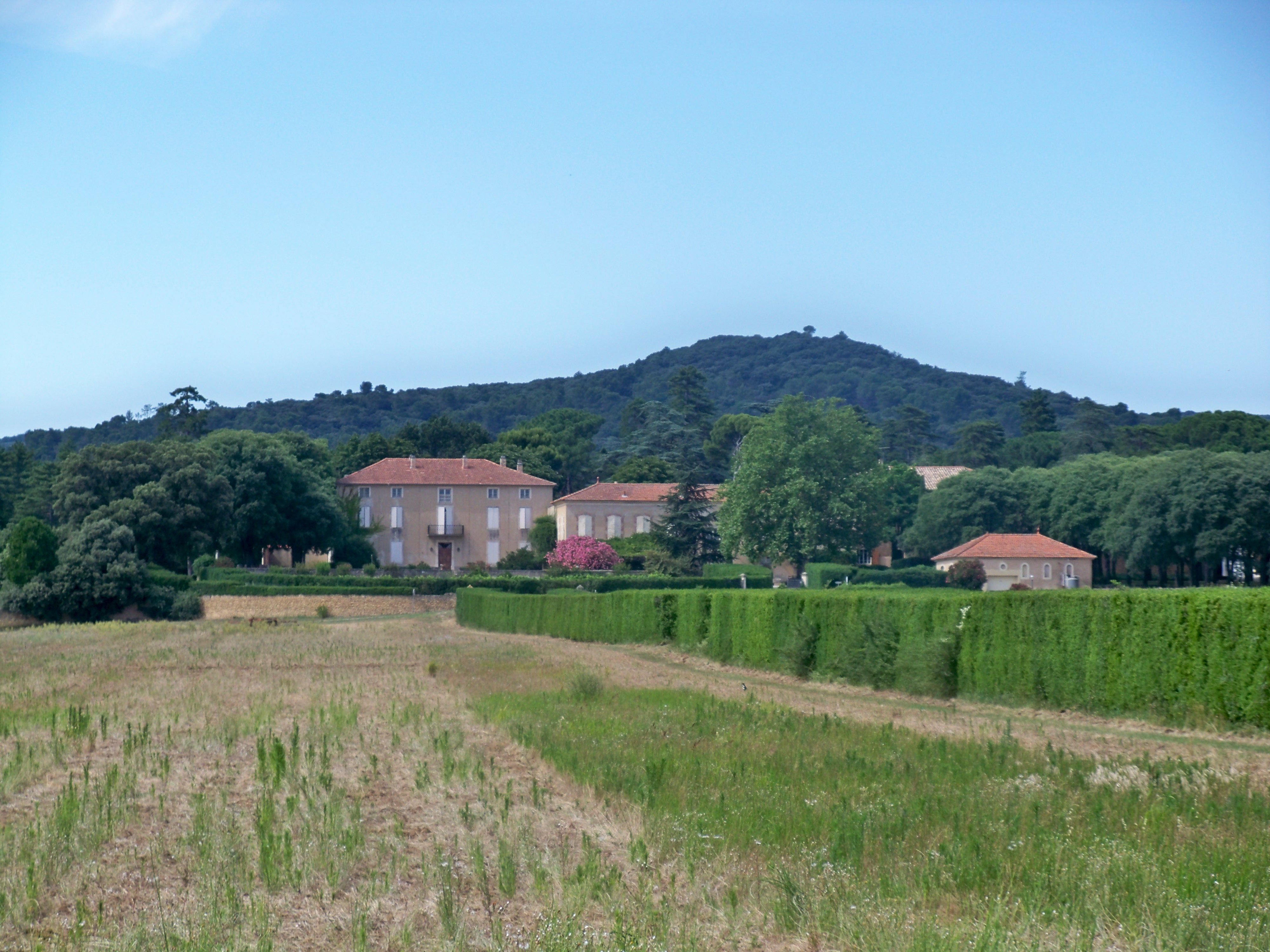
Weinbau im „Massif d’Uchaux“; im Hintergrund das Schloss Saint Estève
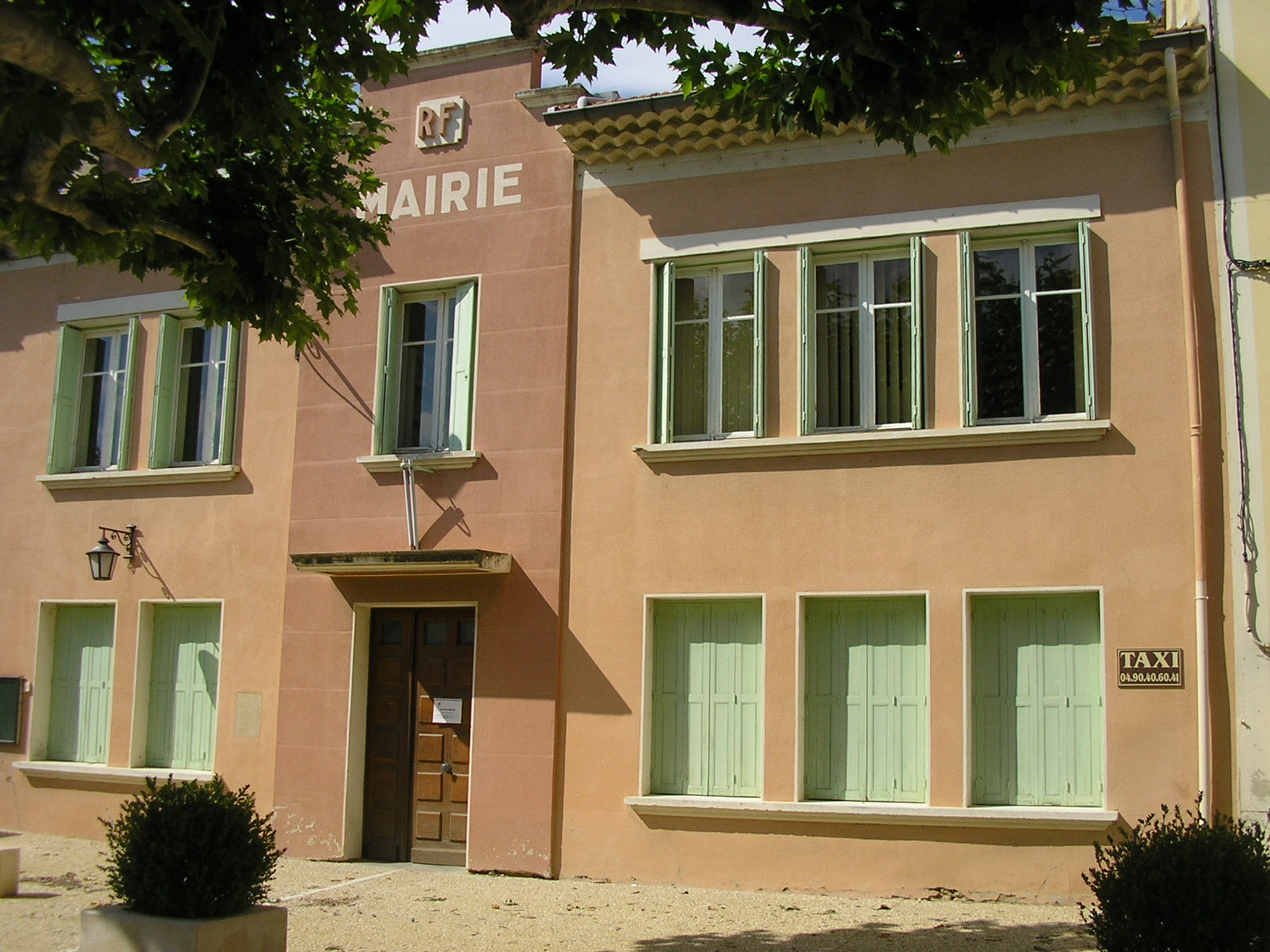
Die Mairie
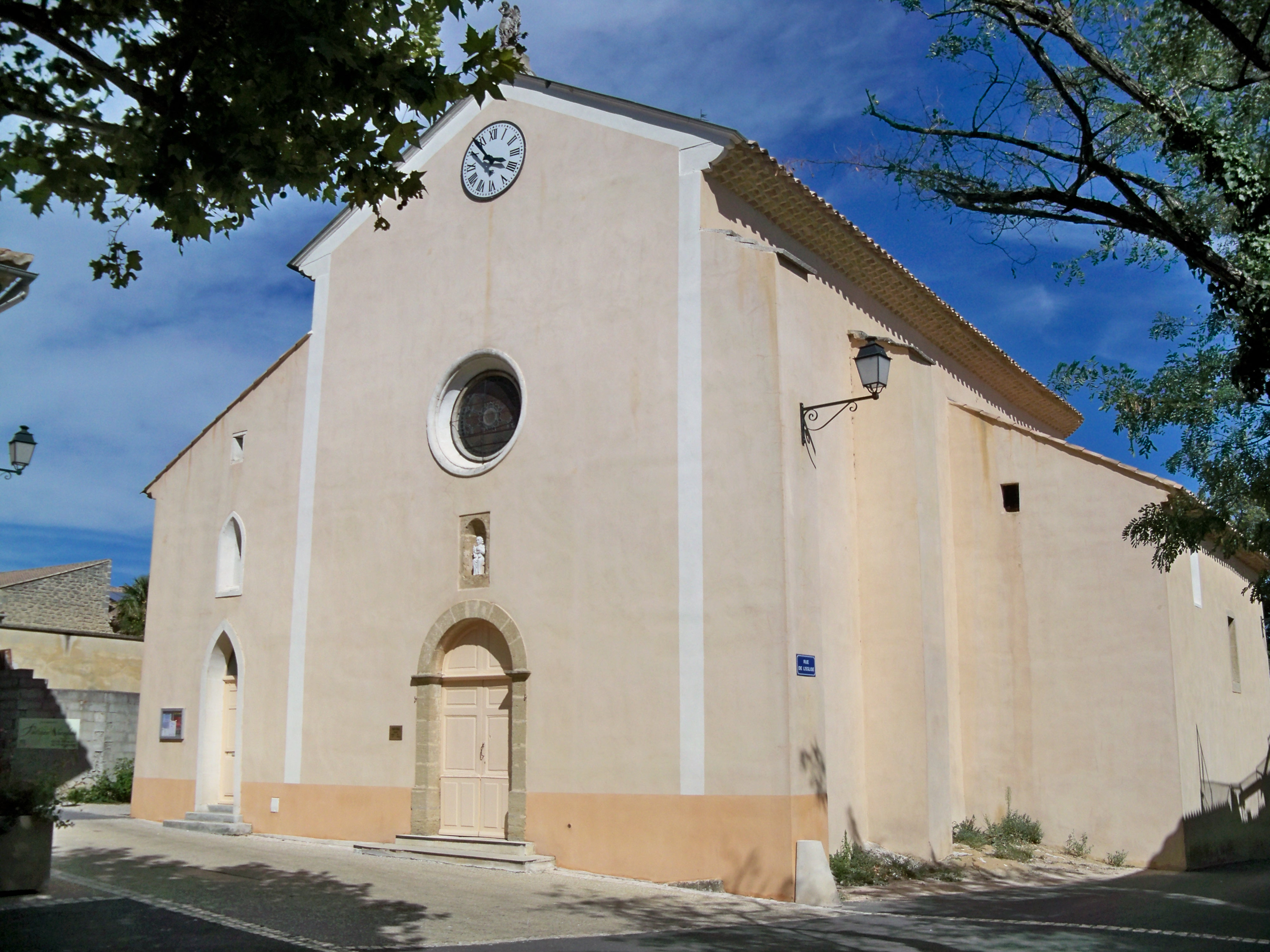
Kirche von Uchaux